# Plebejus synexophenus
Plebejus synexophenus är en fjärilsart som beskrevs av Félix Dujardin 1968. Plebejus synexophenus ingår i släktet Plebejus och familjen juvelvingar. Inga underarter finns listade i Catalogue of Life.